# Ovidiu Nimigean
Ovidiu Nimigean (geb. 19. Juli 1962 in Năsăud) ist ein rumänischer Dichter, Prosaautor, Essayist und Publizist.

## Leben
1980 machte er Abitur beim Liceul George Cosbuc in Năsăud, 1988 schloss er das Studium der Philologie an der Universität Alexandru Ioan Cuza Iași in Iași ab. Seit 1998 ist er Mitglied der Uniunea Scriitorilor din România und seit 1999 der Asociația Scriitorilor Profesioniști din România. Er ist Gründer und gleichzeitig Direktor des Clubul 8 in Iași. Sein aktueller Wohnort ist Paris.

## Werke

### Lyrik
- 1992: Scrieri alese, Pan Verlag, Iași
- 1993: week-end printre mutanți, Pan Verlag, Iași, ISBN 973-95708-8-7
- 1999: adio adio dragi poezii, OuTopos Verlag, Iași
- 2002: planeta 0, Junimea Verlag, Iași. ISBN 973-37-0675-2.
- 2007: nicolina blues, Cartea Românească Verlag, București. ISBN 978-973-23-1883-6. (erhielt Auszeichnungen der Zeitschriften Observator Cultural, Transilvania, Mișcarea literară sowie die Nominierung für den Literaturpreis der Zeitschrift Cuvântul und des Uniunea Scriitorilor din România)
- 2014: nanabozo, Cartea Românească, București, ISBN 9789732330692
- 2014: nu-ți garantează nimeni nimic Max Blecher-Verlag, Bistrița, ISBN 978-606857709-8

### Prosa
- 2003: Mortido, Versus Verlag, Iași, (Nationalpreis der Literatur von "Ziarul de Iași", 2004). 2. Auflage, Polirom Verlag, 2013. ISBN 978-973-46-3407-1.
- 2010: Rădăcina de bucsau, Polirom Verlag. ISBN 978-973-46-1776-0. (Literaturpreis des USR Sibiu, Auszeichnungen der Zeitschriften Observator Cultural, Transilvania, Nationalpreis der Literatur, Alba-Iulia;  erhielt den Literaturpreis ”Cartea anului” [Buch des Jahres] der Zeitschrift Tiuk; nominiert für die Auszeichnung des Radio-România)
- 2020: O ureche de om pe o spinare de șoarece, Polirom Verlag, ISBN 978-973-46-8086-3.

### Publizistik
- 2006: Inerții de tranziție, altruisme & bahluviuni literare (feat. Flori Stănescu), Vremea Verlag, ISBN 978-973-645-227-7.

### Sonstige Veröffentlichungen
- Koordiniert die Sammelbände: Ozone Friendly. Iași. Reconfigurări literare, T-Verlag, 2001; Hat Jemand etwas gefragt? Lyrikanthologie CLUB 8 – Jassy, Rumaenien (mit Michael Astner), Versus Verlag,     2003; Stromabwaerts. Oesterreichische gegenwartsprosa (mit Johannes Gelich & Michael Astner), Wieser Verlag, 2005.
- Co-Autor des Cartea roz a comunismului, koordiniert von Gabriel H. Decuble, Versus-Verlag, 2004; Dicționarul limbajului poetic eminescian, koordiniert von Prof. Dumitru Irimia, Universitatea "Al. I. Cuza"-Verlag, 2005.
- Präsenz in den Sammelbänden: Streiflicht, Dionyssos Verlag, bilingual rumänisch-deutsch, übersetzt von Christian W. Schenk 1994; City of Dreams and Whispers, Iași-Oxford-Portland, 1998; Club & Anthology, by Adam J. Sorkin, T-Verlag, 2001; Speaking the Silence, Paralela 45 Verlag, 2001; Solaris, Hrsg. von Dr. Josef Spiegel, Kuenstlerdorf, 2004; Strassenwörterbuch, In Between Verlag, Wien, 2005; Grenzverkehr. Literarische Streifzüge zwischen Ost und West, Drava Verlag, 2006.
- Übersetzung, mit Gina Nimigean, Teologia istoriei, von H.I. Marrou, Institutul European Verlag, 1995. ISBN 978-1-980240-34-1.
- Pieta – Eine Auswahl rumänischer Lyrik, Übersetzung von Christian W. Schenk, Dionysos, Boppard, 2018, ISBN 978-1-977075-66-6.
- Übersetzung: Simone Weil: Înrădăcinarea, Polirom Verlag, 2018. ISBN 978-973-46-7419-0
- Übersetzung: André Breton: Iubirea nebună. Polirom Verlag, 2019. ISBN 978-973-46-7217-2

| Personendaten    | Personendaten                                           |
| ---------------- | ------------------------------------------------------- |
| NAME             | Nimigean, Ovidiu                                        |
| KURZBESCHREIBUNG | rumänischer Dichter, Prosaautor, Essayist und Publizist |
| GEBURTSDATUM     | 19. Juli 1962                                           |
| GEBURTSORT       | Năsăud                                                  |